# Phymatodes aereus
Phymatodes aereus là một loài bọ cánh cứng trong họ Cerambycidae.